# Максименко, Владимир Григорьевич

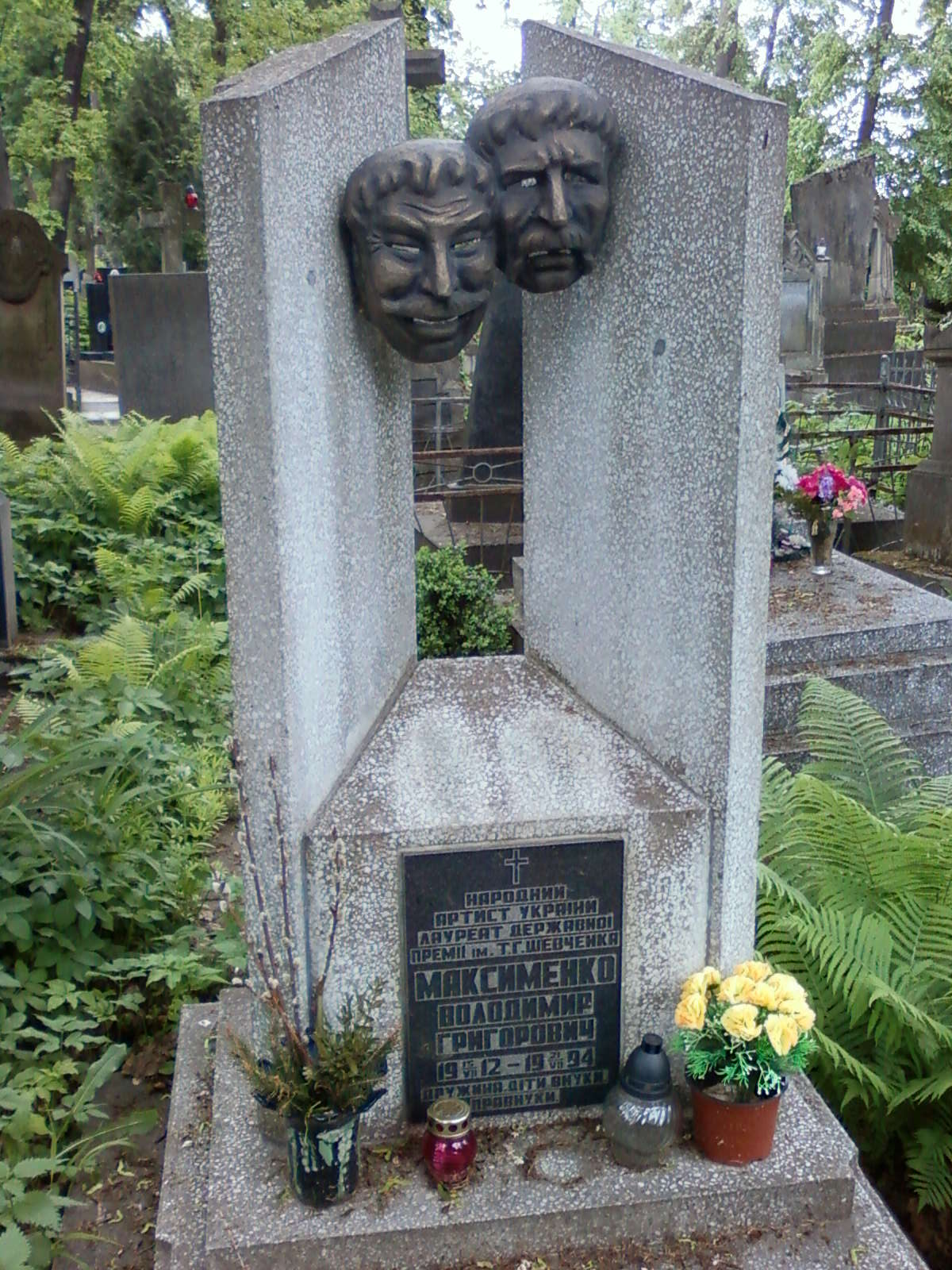
Надгробный памятник В. Г. Максименко на Лычаковском кладбище (Львов)

Влади́мир Григо́рьевич Максиме́нко (укр. Володимир Григорович Максименко; 1912—1994) — украинский советский актёр. Народный артист Украинской ССР (1972).

## Биография
Родился 2 (15 июля) 1912 года в селе Погребы (ныне Полтавская область, Украина). В 1930—1934 годах выступал на сцене театра «Кривбасс», с 1934 года — артист Запорожского театра, с 1944 года — артист Львовского академического украинского драматического театра имени М. К. Заньковецкой (ныне Национальный академический украинский драматический театр имени Марии Заньковецкой).
В 1957 году окончил Государственный институт театрального искусства им. А. В. Луначарского (ГИТИС).
Умер 21 июля 1994 года. Похоронен во Львове на Лычаковском кладбище.

## Избранные роли в театре
- «Суета» И. К. Карпенко-Карого — Макар Барильченко
- «Лісова пісня» Л. Украинки — Леший
- «Маклена Граса» Н. Г. Кулиша — Зброжек
- «Мария Заньковецкая» И. А. Рябокляча — Кропивницкий
- «Тыл» Н. Я. Зарудного — Алексей Остапович Краеугольный'
- «Поздняя любовь» А. Н. Островского — Дермидонт,
- «Слуга двум господам» К. Гольдони — Панталоне

## Роли в кино
1. 1954 — Назар Стодоля (фильм-спектакль) — первый сват
2. 1961 — Лесная песня — «Тот, кто в скале сидит»
3. 1966 — Ярость — матрос (нет в титрах)
4. 1969 — Падающий иней — капитан
5. 1973 — До последней минуты — участник совещания у Ивана Мефодиевича
6. 1979 — Хозяин (фильм-спектакль) — Феноген, правая рука хозяина
7. 1983 — Житейское море — Крамарюк

## Награды и премии
- орден «Знак Почёта» (24.11.1960)
- медаль «За трудовое отличие» (30.06.1951)[1]
- народный артист Украинской ССР (1972)
- Государственная премия УССР имени Т. Г. Шевченко (1978) — за исполнение роли в спектакле «Тыл» Н. Я. Зарудного, поставленный на сцене Львовского УАДТ имени М. К. Заньковецкой